# Klaus Beer
Klaus Beer (Legnica, 14 novembre 1942 – 8 giugno 2023) è stato un lunghista tedesco.

## Palmarès

### Olimpiadi
- 1 medaglia:
  - 1 argento (Città del Messico 1968)

### Europei indoor
- 2 medaglie:
  - 1 oro (Belgrado 1969)
  - 1 argento (Vienna 1970)

### Coppa Europa
- 1 medaglia:
  - 1 argento (Stoccolma 1970)